# 斑尾膜首鱈
斑尾膜首鱈，為輻鰭魚綱鱈形目鼠尾鱈科的其中一種，分布於西南太平洋塔斯曼海、紐西蘭海域，屬深海底棲性魚類，深度274-2081公尺，體長可達16.3公分，棲息在底層水域，生活習性不明。

## 扩展阅读
維基物種上的相關：斑尾膜首鱈